# Lorna Boothe
Lorna Marie Boothe (* 5. Dezember 1954 in Kingston, Jamaika) ist eine britische ehemalige Hürdenläuferin, die sich auf die 100-Meter-Distanz spezialisiert hatte.
Bei den Olympischen Spielen 1976 in Montreal erreichte sie das Halbfinale.
1978 siegte sie für England startend bei den Commonwealth Games in Edmonton. Bei den Leichtathletik-Europameisterschaften in Prag schied sie im Halbfinale aus.
Bei den Olympischen Spielen 1980 in Moskau kam sie nicht über die erste Runde hinaus.
1982 gewann sie Silber bei den Commonwealth Games in Brisbane, und 1983 erreichte sie bei den Leichtathletik-Weltmeisterschaften in Helsinki das Viertelfinale.
Einmal wurde sie Englische Meisterin über 100 m Hürden (1977) und fünfmal Englische Hallenmeisterin über 60 m Hürden (1975, 1977–1979, 1983).

## Persönliche Bestzeiten
- 60 m (Halle): 7,4 s, 28. Februar 1982, London
- 60 m Hürden (Halle): 8,19 s, 19. Februar 1983, Dortmund (handgestoppt: 8,1 s, 4. Februar, Oviedo)
- 100 m Hürden: 13,07 s, 7. Oktober 1982, Brisbane